# منتن
منتن (به اسپانیایی: Montón) یک دهستان در اسپانیا است که در استان ساراگوسا واقع شده‌است. منتن ۱۷ کیلومتر مربع مساحت و ۱۴۴ نفر جمعیت دارد.